# UDP-グルクロン酸-5'-エピメラーゼ
UDP-グルクロン酸-5'-エピメラーゼ(UDP-glucuronate 5'-epimerase、EC 5.1.3.12)は、以下の化学反応を触媒する酵素である。
UDP-グルクロン酸{\displaystyle \rightleftharpoons }UDP-L-イズロン酸
従って、この酵素の基質はUDP-グルクロン酸のみ、生成物はUDP-イズロン酸のみである。
この酵素は異性化酵素、特に炭水化物及びその誘導体に作用するラセマーゼ、エピメラーゼに分類される。系統名は、UDP-グルクロン酸-5'-エピメラーゼ(UDP-glucuronate 5'-epimerase)である。この酵素は、ヌクレオチド糖の代謝に関与している。補因子としてNAD+を必要とする。